# Petali di tenebra
Petali di tenebra è un romanzo scritto da V. C. Andrews nel 1980. È il secondo romanzo della Serie Dollanganger. La vicende si svolge da subito dopo la fuga dei fratelli nel novembre 1960 fino all'autunno del 1975. Il libro, come gli altri della serie, è stato il best seller numero uno in Nord America all'inizio degli anni '80. Nel 2014 è stato adattato in un film da Lifetime.

## Trama
Petali di tenebra riprende esattamente da dove si era interrotto Fiori senza sole: con Cathy, Chris e Carrie in viaggio verso la Florida dopo essere fuggiti da Foxworth Hall. Ancora debole per gli effetti del veleno che ha ucciso il suo gemello Cory, Carrie si ammala sull'autobus. Henrietta "Henny" Beech, una donna afroamericana muta, li salva e li porta a Clairmont, Carolina del Sud a casa del suo datore di lavoro, il quarantenne vedovo Dr. Paul Sheffield. All'inizio i ragazzi si rifiutano di rivelare la loro identità, ma quando si convince che Paul è sinceramente preoccupato per loro e che potrebbe essere in grado di aiutarli, Cathy gli racconta la loro storia.
Nel periodo natalizio, durante un'audizione di balletto, Cathy inizia a sanguinare copiosamente e perde i sensi. Dopo essersi svegliata in ospedale, le viene detto che è stata sottoposta ad un D&C e che l'emorragia è dovuta alle sue mestruazioni irregolari. Cathy sospetta però che l'emorragia sia stata in realtà un aborto spontaneo, il risultato di essere stata violentata dal fratello mentre erano rinchiusi in soffitta; tuttavia, non accenna a questo sospetto, dicendosi che è passato e tutto ciò che conta è la sua abilità nel ballo.
Anche se i bambini prosperano sotto la cura di Paul e Henny ed iniziano a realizzare i loro sogni (Chris va al college e poi alla facoltà di medicina; Cathy entra in una scuola di danza locale e poi in una a New York City), Cathy è ancora intenzionata a vendicarsi contro la loro madre, ritenendola responsabile per tutto ciò che è sbagliato nelle loro vite. Carrie continua a provare angoscia per la morte di Cory e vive con imbarazzo il fatto di non crescere correttamente; mentre Cathy e Chris continuano a lottare con i sentimenti che provano l'una per l'altro. Determinata a vivere una vita "normale", Cathy rifiuta le avances di Chris ed insiste sul fatto che deve trovare qualcun altro da amare.
Col passare del tempo, Cathy si innamora di Paul e i due, con grande sgomento di Chris, decidono di sposarsi. Paul racconta a Cathy la storia della sua prima moglie, Julia, e di come lei abbia annegato loro figlio, Scotty, e tentato il suicidio dopo che Paul le aveva confessato una relazione con un'altra donna. Al termine di uno spettacolo di balletto a New York City. Cathy viene avvicinata dalla sorella di Paul, Amanda, che le fa credere che Julia sia ancora viva ed afferma di sapere che Cathy ha abortito il figlio di Chris. Sconvolta, Cathy si getta tra le braccia di Julian Marquet, un ballerino della sua compagnia di ballo, e accetta di sposarlo immediatamente. Quando torna in Carolina del Sud, è la signora Julian Marquet. Cathy affronta Paul circa quanto le ha riferito Amanda e scopre che Julia dopo il tentato suicidio ha versato in stato vegetativo permanente per diverso tempo prima di morire poco dopo che Paul ha accolto lei e i suoi fratelli in casa. Paul insiste anche sul fatto che Cathy non ha avuto un aborto spontaneo. Cathy non ne è ancora sicura, ma si rende conto che ora ha rivelato a Paul che lei e Chris hanno commesso un incesto mentre erano imprigionati. Paul assicura a Cathy che la ama; Cathy sa di aver commesso un errore sposando Julian, ma sente di dover onorare i suoi voti.
Julian è un marito possessivo e geloso dei rapporti di Cathy con Paul e Chris. Abusa di Cathy, la tradisce, le proibisce di vedere Paul e Chris e arriva persino a romperle le dita dei piedi per impedirle di esibirsi. Chris supplica Cathy di lasciare Julian, ma Cathy ha scoperto di essere incinta e dice al fratello che ama suo marito e che vuole far funzionare il loro matrimonio. In seguito Julian ha un incidente d'auto dove rimane temporaneamente paralizzato. Credendo che non potrà mai più tornare a ballare, si suicida in ospedale.
Dopo che Cathy dà alla luce suo figlio, Julian Janus "Jory" Marquet, diventa più determinata a rovinare la vita di sua madre ed insieme a Carrie e Jory si trasferisce in Virginia, non lontano da Foxworth Hall. Con il pretesto di riscuotere l'assicurazione di Julian, assume Bart Winslow, il secondo marito di sua madre, come suo avvocato. Nel frattempo, Carrie incontra un giovane di nome Alex e si lascia da lui corteggiare, fino a quando il giovane non le comunica l'intenzione di diventare un ministro di culto. Spaventata dal ricordo delle invettive di sua nonna sul fatto che lei e i fratelli sono la "progenie del diavolo", Carrie tenta il suicidio ingerendo ciambelle cosparse di arsenico. In ospedale, Cathy rassicura la sorella sul fatto che Alex non diventerà un ministro se la cosa la turba così tanto. Carrie rivela però a Cathy un altro motivo che l'ha spinta al suicidio: ha visto la madre per strada, le è corsa incontro ma è stata rifiutata dalla donna con rabbia. Questo ha solo rafforzato la convinzione di Carrie che doveva essere malvagia e immeritevole. Poco dopo Carrie muore e Cathy diventa ancora più intenzionata a vendicarsi di Corrine e progetta un piano per ricattarla e rubarle il suo bel giovane marito, Bart.
Scoperto il piano della sorella, Chris minaccia di prendere completamente le distanze da lei se proseguirà con il suo piano ma Cathy, ossessionata dall'idea di far pagare alla madre tutto il dolore che lei e i fratelli hanno sofferto, si rifiuta di fermarsi. Sebbene inizialmente sia concentrata esclusivamente sulla vendetta, col passare del tempo Cathy si innamora di Bart e anche lui ricambia i suoi sentimenti. Un giorno Cathy si intrufola a Foxworth Hall e trova sua nonna, Olivia, che ha avuto un ictus ed è rimasta disabile. La ragazza si fa beffe di lei e riversa contro sua nonna tutta la rabbia per la morte di Cory e Carrie; ma alla fine si sente in colpa e scappa dalla villa. Cathy e Bart continuano la loro storia d'amore e quando la ragazza scopre di essere incinta crede che questo sarà un duro colpo per Corrine. Bart, combattuto tra il desiderio di rimanere sposato con Corrine e il desiderio di essere padre, riesce ad impedire a Cathy di inviare lettere di ricatto a Corrine.
Alla vigilia dell'annuale ballo di Natale, Cathy ritorna a Foxworth Hall indossando una replica dell'abito che Corrine indossava alla festa di Natale che Cathy e Chris avevano spiato tanti anni prima. Dopo aver visitato la stanza in cui lei e i suoi fratelli sono stati rinchiusi e aver scoperto che è rimasta intatta da quando sono fuggiti, allo scoccare della mezzanotte, si reca nella sala da ballo ed espone a Bart e agli ospiti della festa tutta la verità. Bart conduce Cathy e Corrine nella biblioteca dove si trova Olivia. All'inizio Bart pensa che Cathy stia mentendo ma, ma dopo aver ascoltato l'intera storia di Cathy, affronta Corrine, che espone la sua versione dei fatti, sostenendo di essere anche lei una vittima perché suo padre sapeva che aveva dei nipoti che erano nascosti in casa sua e voleva che morissero. Corrine afferma di aver dato ai suoi figli l'arsenico per farli ammalare gradualmente in modo così da poterli poi portare in salvo uno per uno e far credere ai suoi genitori che i bambini erano morti in ospedale. Bart è visibilmente disgustato. Quando Cathy, che non crede alla storia della madre, chiede di sapere cosa è successo al corpo di Cory, Corrine dice di averlo nascosto in un burrone, ma Cathy, che sentito un forte odore proveniente da una piccola stanza fuori dalla soffitta, la accusa di nascondere il corpo di Cory. Chris irrompe in biblioteca per riportare Cathy a casa e la informa che Henny ha avuto un ictus e che Paul, mentre cercava di aiutarla, ha avuto un grave attacco di cuore. Corrine, credendo che si tratti del fantasma del suo primo marito, confessa tutto quello che ha fatto. Resasi conto di aver perso l'amore del figlio maggiore e in preda alla follia, la donna dà poi fuoco a Foxworth Hall. Chris, Cathy e Corrine riescono a mettersi in salvo, poi Corrine grida ad Bart che Olivia è ancora in biblioteca. Bart si precipita nella casa in fiamme per salvare Olivia ma entrambi muoiono soffocati nell'incendio. Mentre Foxworth Hall viene completamente distrutta dall'incendio, Cathy accusa sua madre di aver mandato deliberatamente Bart dentro la dimora in fiamme certa che non sarebbe sopravvissuto. Corrine viene quindi rinchiusa in un ospedale psichiatrico ma Cathy è convinta che la madre si finga pazza solamente per non essere processata per omicidio.
Dopo che Chris ha trascinato via Cathy da Foxworth Hall, la Cathy ritorna da Paul, lo sposa e dà alla luce Bart Jr. Paul muore quando Bart Jr. è ancora molto piccolo, e sul letto di morte incoraggia Cathy a stare con Chris, che l'ha sempre amata e l'ha aspettata per tutti questi anni. Rendendosi conto che Chris era il ragazzo giusto per lei da sempre e che lo ama ancora, Cathy è d'accordo. Cathy e Chris si trasferiscono in California con i due bambini e vivono sotto il falso nome Sheffield. Cathy ha paura di quello che potrebbe succedere se il loro segreto venisse scoperto, e il libro termina con lei che afferma che ha avuto strani pensieri sulla soffitta della loro casa e di aver messo lassù due letti singoli.

## Personaggi
- Julian Marquet: il primo marito di Cathy. È un ballerino di talento ma un pessimo coniuge. Abusa di Cathy, le è infedele e le proibisce di vedere Chris e Paul. È anche implicito che abusi sessualmente di Carrie. Rimane gravemente ferito in un incidente stradale. Nonostante gli sia stato detto che Cathy era incinta di suo figlio, si suicida solo dopo aver "appreso" che non ballerà mai più, cosa con cui Cathy non è d'accordo. Cathy scopre che lei e Julian condividono la stessa mentalità dei bambini vittime di abusi.
- Julian "Jory" Janus Marquet: figlio di Cathy e Julian. È l'orgoglio e la gioia di Cathy, grazie alle sue brillanti abilità nel ballo e alla sua bellezza. Assomiglia fisicamente a suo padre ma il suo carattere è gentile come Chris. Ha il carattere feroce di suo padre, ma non è mai violento e ama Chris come suo padre.
- Paul Sheffield: un medico che vive a Clairmont. Diventa il tutore legale dei bambini Dollanganger. Paga gli studi di Chris alla scuola di medicina, quelli di Cathy alla scuola di danza e quelli di Carrie in un costoso collegio. Verso la fine del libro si sposa con Cathy e, dopo aver subito precedenti attacchi di cuore, muore serenamente nel sonno pochi anni dopo.
- Amanda Sheffield (Biddens):  la sorella maggiore di Paul. È una bugiarda intrigante che disapprova il fidanzamento di Paul con Cathy a causa della loro differenza di età. Per separarli, dice a Cathy che la prima moglie di Paul è ancora viva. Afferma inoltre che la procedura D&C di Cathy ha abortito l'embrione di un mostro a due teste conservato in un barattolo sulla scrivania di Paul.
- Julia Sheffield: prima moglie di Paul e madre di Scotty. Donna gelida che si rifiutava di fare sesso col marito, ma pretendeva da lui assoluta fedeltà. Per punire Paul per aver avuto una relazione, Julia ha ucciso Scotty annegandolo in un fiume. Ha poi tentato di annegare anche se stessa, ma è stata portata in ospedale in coma ed è morta in seguito.
- Bart Sheffield: secondo figlio di Cathy, concepito col suo patrigno Bart Winslow. Invidia suo fratello maggiore Jory, credendo che Jory sia il preferito della madre. È cresciuto credendo che Paul fosse suo padre fino a quando la verità non viene fuori in If There Be Thorns. È un bambino curioso e precoce che si accorge di non somigliare a Paul e si chiede perché non abbia interesse a diventare un medico.
- Henrietta "Henny" Beech: una cameriera del dottor Sheffield che aiuta Chris e Cathy quando Carrie è malata. È in grado di ascoltare ma non parlare e comunica tramite messaggi scritti. La sua personalità è nutriente e materna. È una brava cuoca e ha un problema di peso che contribuisce alla sua morte per un ictus.
- Theodore Alexander "Alex" Rockingham: il fidanzato di Carrie. Aveva in programma di diventare un ministro di culto, ma dice a Cathy che sarebbe rimasto un elettricista per salvare la vita di Carrie.

## Adattamento
Il libro è stato adattato in un film televisivo intitolato Petals on the Wind nel 2014. A differenza del libro, il film si svolge dieci anni dopo gli eventi di Flowers. È interpretato da Rose McIver nel ruolo di Cathy, Wyatt Nash nel ruolo di Christopher, in sostituzione a Kiernan Shipka e Mason Dye del film precedente, Will Kemp nel ruolo di Julian Marquet, Heather Graham nel ruolo di Corrine ed Ellen Burstyn in quello di Olivia Foxworth. La produzione del film è iniziata il 25 febbraio 2014 a Los Angeles. Il film è stato presentato in anteprima il 26 maggio 2014 su Lifetime.